# La Colorada, Honduras
La Colorada är en ort i Honduras.   Den ligger i departementet Atlántida, i den centrala delen av landet, 180 km norr om huvudstaden Tegucigalpa. La Colorada ligger 1 410 meter över havet och antalet invånare är 979.
Terrängen runt La Colorada är bergig åt nordost, men åt sydväst är den kuperad. Runt La Colorada är det mycket glesbefolkat, med 7 invånare per kvadratkilometer. Närmaste större samhälle är La Ceiba, 16,7 km norr om La Colorada.  